# Шухерт, Чарлз
Чарльз Шухерт (3 июля 1858, Цинциннати, США — 20 ноября 1942, Нью-Хейвен, штат Коннектикут, США) — американский геолог, палеонтолог, палеограф, профессор Йельского университета (с 1904) и Шеффилдской научной школы, хранитель геологической коллекции Музея естественной истории Пибоди при Йельском университете.
Составитель атласа палеогеографических карт Северной Америки и автор трудов по исторической геологии.
Высказал мнение, что геологическое влияние человечества достигло такой силы, что современную эпоху вполне можно считать «психозойской».
В честь Чарлза Шухерта названа премия, присуждаемая Палеонтологическим обществом учёным моложе 40 лет за блестящие и многообещающие работы в области палеонтологии.

## Основные труды
- Schuchert C. Gondwana land bridges // Bull. Geol. Soc. Amer. 1932. Vol. 43, N 4. P. 875-915.
- Schuchert С. Outlines of historical geology. — 3d ed. — N. Y. : J. Wiley and sons, inc. ; L. : Chapmann and Hall, lmd, 1937. — v, 241 p. [1-е издание как Pt. 2. Historical geology A text-book of geology... N. Y. : John Wiley & Sons, inc., etc., 1924]
- Schuchert С. Atlas of paleogeographic maps of North America / introd. C. O. Dunbar. — N. Y. : Wiley, 1955. — xi, 177 p.
- Schuchert C., Le Vene C. M. The earth and its rhythms. — N. Y. ; L. : D. Appleton and Co., 1927. — xvi, 409 p. [несколько переизданий]